# Kleiner Arber
Der Kleine Arber im Bayerischen Wald ist mit 1383,6 m ü. NHN der höchste Berg der Oberpfalz. Die Grenze zu Niederbayern verläuft über seinen Gipfel und über jenen des östlich befindlichen Großen Arber (1455,5 m ü. NHN; dabei stellt ein Felsriegel westlich vom Gipfelkreuz mit 1439,6 m den höchsten Punkt der Oberpfalz dar).
Auf dem felsigen Gipfel steht ein stattliches Holzkreuz mit Gipfelbuch, der Ausblick reicht über den Lamer Winkel bis ins Zellertal.

## Geographie
Der Gipfel des Kleinen Arber liegt in den Gemeindegebieten des im Norden gelegenen Lohberg im oberpfälzer Landkreis Cham und des im Süden befindlichen Bodenmais im niederbayerischen Landkreis Regen.

## Wissenswertes
Auf den Kleinen Arber führen viele Wanderwege unter anderem von Bodenmais, dem Kleinen Arbersee oder von Schareben, außerdem verläuft der Europäische Fernwanderweg E6 vom Kaitersberg zum Falkenstein über den Gipfel.
Östlich knapp unterhalb des Gipfels liegt die Chamer Hütte. Sie wurde 1952 von der Sektion Cham des Bayerischen Wald-Vereins errichtet und danach als Gaststätte betrieben. 1956 übernahm sie das Deutsche Jugendherbergswerk und baute sie zur Jugendherberge aus. Seit 1999 nicht mehr bewirtschaftet, wurde sie am 20. Dezember 2008 als Berghütte neu eröffnet.

## Galerie

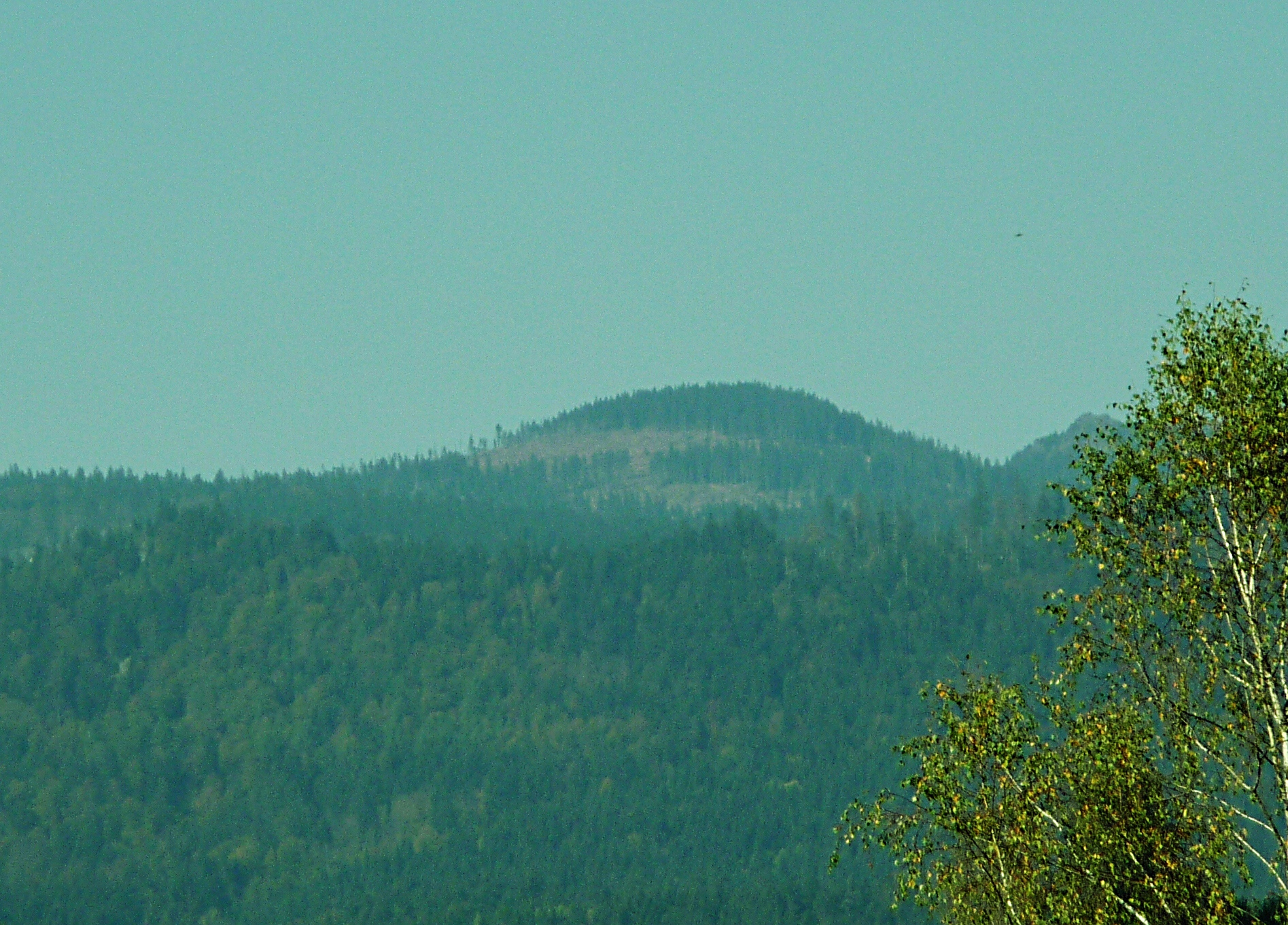
Der Kleine Arber von Bärnzell aus gesehen